# ГЕС Vyasi
ГЕС Vyasi — гідроелектростанція, що споруджується на півночі Індії у штаті Уттаракханд. Знаходячись перед ГЕС Дхакрані (34 МВт), становитиме верхній ступінь каскаду на Джамні, правій притоці Гангу. При цьому в майбутньому вище по течії можливе спорудження ГЕС Lakhwar (300 МВт).
У межах проєкту річку перекриють бетонною гравітаційною греблею висотою 86 метрів, яка спрямовуватиме ресурс до прокладеного в лівобережному гірському масиві дериваційного тунелю довжиною 2,7 км з діаметром 7 метрів. Він переходитиме у два напірні водоводи довжиною 0,2 км з діаметром 4 метри, що подаватимуть воду до машинного залу, спорудженого на березі Джамни за 6 км нижче по течії від греблі. У системі також працюватиме вирівнювальний резервуар висотою 63 метри з діаметром 18 метрів.
Основне обладнання станції становитимуть дві турбіни типу Френсіс потужністю по 60 МВт, які використовуватимуть напір у 111 метрів та забезпечуватимуть виробництво 375 млн кВт·год електроенергії на рік.